# Балотешть (Мехедінць)
Балотешть, Балотешті (рум. Balotești) — село у повіті Мехедінць в Румунії. Входить до складу комуни Ізвору-Бирзій.
Село розташоване на відстані 275 км на захід від Бухареста, 11 км на північ від Дробета-Турну-Северина, 103 км на північний захід від Крайови.

## Населення
За даними перепису населення 2002 року у селі проживали 479 осіб, з них 478 осіб (99,8%) румунів. Рідною мовою 477 осіб (99,6%) назвали румунську.